# バレーボールモンゴル国男子代表
バレーボールモンゴル国男子代表は、バレーボールの国際大会で編成されるモンゴル国の男子バレーボールナショナルチームである。

## 歴史
1957年に国際バレーボール連盟へ加盟。1960年代から1970年代にかけて世界選手権に3大会連続出場を果たし、第7回大会の1970年世界選手権ではチーム最高位の16位となったが、近年は世界選手権大陸予選にも出場していない。アジア選手権には未だ出場を果たしておらず、FIVBランキングはランク外となっている。

## 過去の成績

### オリンピックの成績
- 出場なし

### 世界選手権の成績
- 1962年 - 17位
- 1966年 - 21位
- 1970年 - 16位

### アジア選手権の成績
- 出場なし